# Tadeusz Browicz
Tadeusz Browicz (15 de septiembre de 1847 - 20 de marzo de 1928) fue un patólogo polaco nacido en Leópolis.
Estudió medicina en Cracovia, obteniendo su doctorado en 1873. Posteriormente permaneció en Cracovia como asistente del patólogo Alfred Biesiadecki (1839-1889), y en 1875 recibió su licencia. De 1880 a 1919 fue profesor de tiempo completo de anatomía patológica en la universidad Jagellónica, de la cual fue rector entre 1894 y 1895.
Browicz hizo algunas contribuciones a la medicina. Fue el primero en describir, en 1874, al bacilo que causa la fiebre tifoidea, posteriormente conocido como Salmonella typhi, y en 1898 fue el primero en identificar correctamente las células de kupffer en el hígado, como macrofagos especializados. También realizó importantes investigaciones de la ictericia, cáncer de hígado y anomalías del miocardio. Entre sus trabajos escritos en 1905 publicó un diccionario médico en polaco.